# Madeleine Wuilloud
Madeleine Wuilloud (auch Madeleine Willoud genannt; * 5. April 1946 in Freiburg im Üechtland, Kanton Freiburg) ist eine ehemalige schweizerische Skirennfahrerin sowie Weltmeisterschafts- und Olympiateilnehmerin, die ein Mal Schweizer Meister wurde.

## Karriere
Bei den Olympischen Spielen 1968 trat Wuilloud an und belegte in der Abfahrt den 16. Platz mit 3,62 Sekunden Rückstand auf Olga Pall. Ihre Teamkolleginnen lagen auf Rang sieben (Fernande Bochatay), elf (Annerösli Zryd) und 18 (Vreni Inäbnit). Im Slalom kam Wuilloud mit 7,41 Sekunden Rückstand auf Marielle Goitschel auf den 13. Rang. Zryd lag auf Rang elf, Inäbnit auf Rang 17 und Bochatay wurde im ersten Durchgang disqualifiziert. Im Riesenslalom schied Wuilloud im ersten Durchgang aus, während Bochatay die Bronzemedaille errang, Zryd auf Rang 13 lag und Inäbnit Rang 19 belegte.
Im Weltcup kam sie in der ersten Saison 1967 vier Mal unter die besten zehn, das beste Ergebnis war der sechste Rang im Riesenslalom vom 28. Januar 1967 in Saint-Gervais-les-Bains, wo sie 4,81 Sekunden Rückstand auf Erik(a) Schinegger hatte. Ihre einzige Abfahrtsplatzierung unter den besten zehn errang sie als Siebte mit 3,53 Sekunden Rückstand auf Nancy Greene am 13. Januar 1967 in Grindelwald. Bei diesen beiden Rennen war Wuilloud die einzige Schweizerin unter den besten zehn.

## Erfolge

### Olympische Spiele
- Grenoble 1968: 16. in der Abfahrt, DNF1 im Riesenslalom, 13. im Slalom

### Weltmeisterschaften
- Grenoble 1968: 16. in der Abfahrt, DNF1 im Riesenslalom, 13. im Slalom

### Weltcupwertungen
- Vier Platzierungen unter den besten zehn

| Saison | Gesamt | Gesamt | Abfahrt | Abfahrt | Riesenslalom | Riesenslalom | Slalom | Slalom |
| Saison | Platz  | Punkte | Platz   | Punkte  | Platz        | Punkte       | Platz  | Punkte |
| ------ | ------ | ------ | ------- | ------- | ------------ | ------------ | ------ | ------ |
| 1967   | 22.    | 12     | 16.     | 4       | 14.          | 8            |        |        |

### Nationale Meisterschaften
- 1962: 10. im Slalom, 9. in der Kombination
- 1963: 2. in der Abfahrt, 7. im Riesenslalom, 5. im Slalom, 4. in der Kombination
- 1966: 3. im Riesenslalom, 9. in der Kombination
- 1967: 1. in der Abfahrt, 6. im Slalom, 4. in der Kombination
- 1968: 2. in der Abfahrt, 4. im Riesenslalom, 5. im Slalom, 2. in der Kombination